# 屠耀麟
屠耀麟（1943年—2021年8月23日），中國導演，曾執導老娘舅、开心公寓、噱占上海滩等上海話喜剧。2021年8月23日因病於上海交通大学医学院附属瑞金医院去世。